# Симптом Керніга
Симптом Керніга — менінгеальний симптом, описаний у 1884 році російським терапевтом Володимиром Михайловичом Кернігом (1840—1917). Симптом є одним з важливих і ранніх діагностичних ознак менігеального синдрому — подразнення мозкових оболон при менінгіті, крововиливах під оболони та деяких інших станах. За рівнем діагностичної значимості серед менігеальних симптомів поступається тільки ригідності потиличних м'язів.

## Причини появи симптому Керніга
Він з'являється при будь-якій хворобі, при якій розвивається менінгеальний синдром, часто просто менінгізм. Зокрема:
- Менінгіт — зазвичай симптом Керніга проявляється вже на ранніх стадіях менінгіту.
- Субарахноїдальний крововилив — через кілька хвилин після початку крововиливу можуть бути виявлені позитивні ригідність потиличних м'язів, симптоми Керніга і Брудзинського.
- Отруєння чадним газом — розвивається нарівні з іншими менінгеальними симптомами внаслідок подразнення мозкових оболон токсичними речовинами.

## Методика виявлення
Перевіряється цей симптом таким чином: нога хворого, лежачого на спині, пасивно згинається під кутом 90° в кульшовому і колінному суглобах (перша фаза дослідження), після чого піддослідний намагається розігнути цю ногу в колінному суглобі (друга фаза). При наявності у хворого менінгеального синдрому розігнути його ногу в колінному суглобі виявляється неможливим у зв'язку з рефлекторним підвищенням тонусу м'язів-згиначів гомілки; при менінгіті цей симптом в рівній мірі позитивний з обох сторін. Разом з тим треба мати на увазі, що при наявності у хворого геміпарезу на стороні парезу у зв'язку зі зміною м'язового тонусу симптом Керніга може бути негативним. Однак у літніх людей, особливо за наявності в них м'язової ригідності, може виникнути помилкове враження про позитивність симптому Керніга.